# Вторая миссия иезуитов в Китае
После подписания франко-китайского Договора Хуанпу в 1844 году, миссия иезуитов вернулась к деятельности в Китае, которая продолжалась до создания Китайской народной республики. Главная резиденция Второй миссии с 1847 года располагалась в Сюйцзяхуэе, где имелось несколько монастырей, приют, типография, метеорологическая обсерватория, школы, и прочее. С 1856 году Цзяннаньская епархия была переподчинена парижскому провинциалу ордена; главными областями для проповеди были Цзянсу и Аньхой. Провинциал Шампани с того же года окормлял апостольский викариат в Сяньсяне, где также имелся образовательный и научный центр. В этом центре работали переводчики Серафин Куврёр и Леон Вигер. Сянсяньский викариат сильно пострадал во время Боксёрского восстания. Орден иезуитов основал два университета — шанхайский Университет Авроры и тяньцзиньский Университет Цзиньгу. Кроме того, в 1928 году Калифорнийская провинция ордена иезуитов основала свою миссию в Китае, которая располагала учебными заведениями в Шанхае, Нанкине и Янчжоу. В общей сложности, число миссий достигло девяти. В 1844—1950 годах в Китае действовали 1121 монах-иезуит европейского происхождения и ещё 286 — китайского, окормляя 10 епархий и 500 церковных приходов в Хэбэе, Цзянсу и Аньхое. В 1954 году все миссионеры-иностранцы были изгнаны из материкового Китая, оставшиеся подвергались репрессиям.

### Французские миссии в Сюйцзяхуэе и Сяньсяне

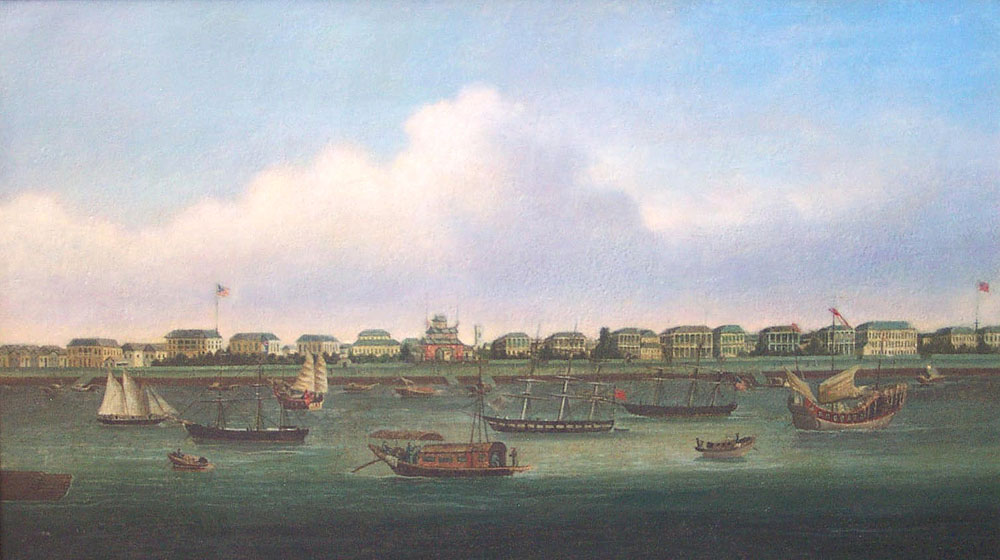
Иностранный сеттльмент в Шанхае в 1850 году

#### Возвращение иезуитов в Китай
Идея возрождения китайской миссии иезуитов во Франции возникла сразу после воссоздания ордена. Сохранившаяся в Пекине католическая община в 1834 году даже направила в Рим официальное обращение, написанное на китайском языке. Аналогичную просьбу высказали католики Нанкина, приславшие в 1838 году обращение за подписями 96 членов христианской общины. Это соответствовало намерениям римской Курии, настроенной крайне консервативно. В том же 1838 году в Пекине скончался последний участник Первой миссии — астроном отец Пире. В целом, стратегия работы иезуитов сильно изменилась: после запрета на адаптацию китайской культуры и гонений светской власти иезуиты не стремились к интеллектуализации своей деятельности. Католики Китая превратились в отдельное полумаргинальное сообщество, отделённое от своих соотечественников, например, запретом на культ предков, театральные представления или работу по воскресеньям. Основной социальной базой китайских католиков были бедные крестьяне, лавочники и мелочные торговцы, и прочие. На первое место была поставлена понятность проповеди и поддержание искренней веры в среде обездоленных людей. Это приводило к угрозе превращения китайской миссии в структуру, постоянно нуждающуюся в наставлениях иностранных священников.
После июльской революции 1830 года антиклерикальная светская власть вновь изгнала иезуитов из Франции, но в 1836 года с молчаливого согласия короля Луи-Филиппа орден вновь возродился. В эти же годы удалось воссоздать миссию в Сирии. Тем не менее, даже в 1840-е годы положение ордена было неустойчивым, и в 1845 году Тьер вновь закрыл орденские монастыри в Париже, Лионе и Авиньоне. Революция 1848 года несколько укрепила позиции иезуитов. Осуществлением новой миссии в Китае с конца 1830-х годов руководили отцы Клод Готлан, Франсуа Эстев и Бенжамен Брюйр, при поддержке Ксавье де Равиньяна и епископа Дюпанлу. В то время Французская провинция ордена иезуитов насчитывала 278 монахов и 40 новициев. Перед отправлением участники миссии Готлана должны были осудить китайские обряды по булле Бенедикта XIV 1742 года. В апреле 1841 года королева Мария Амалия распорядилась доставить миссионеров на военном судне до Манилы, откуда они 21 октября 1841 года прибыли в Макао. Иезуиты не получили из Лиссабона разрешение действовать в Макао, а также столкнулись с противодействием лазаристов, которые также стремились обосноваться в Китае. Далее миссия переместилась в Динхай на о. Чжоушань, причём вместе с иезуитами ехали француз-лазарист и двое итальянских францисканцев. Только в июле 1842 года Готлан и Эстев на английском транспорте перебрались в Усун и, наконец, обосновались на миссионерской станции в Пудуне. Первостепенной задачей было изучение нормативного китайского языка и шанхайского разговорного диалекта, и выработка стратегии работы, поскольку на весь викариат Цзяннань насчитывалось всего 10 католических священников, но они не пришли на «пустое место». К тому времени китайская католическая община насчитывала около 50 000 человек и являлась «потаённой» церковью, которая базировалась на деятельности женщин-мирянок из разнообразных духовных сестринств. Община пополнялась за счёт крещения сирот, которое проводили миряне или бродячие катехизаторы. Женщины-катехизаторы вели монашеский образ жизни в миру, к служению их допускали после достижения 36-летия. В Чжилийском викариате в конце XIX века насчитывалось 408 таких женщин, из которых 283 служили учительницами. С 1855 году мирянок-катехизаторов стали обучать специально в Шанхае, в Сяньсяне такая школа открылась с 1876 года. В 1892 года подготовка катехизаторов стала занимать пять лет и требовала выпускных испытаний на знание Священного писания.
После первой опиумной войны Франция начала активное внешнеполитическое проникновение в Китай, оформленное в 1844 году Договором Хуанпу. В 1845 году открылось первое французское консульство в Гуанчжоу, затем последовало открытие консульств в Сямэне (1846) и Шанхае (1848 год). По договору на Францию распространялись те же привилегии, что и на подданных Великобритании и граждан США, в том числе право экстерриториальности, приобретения недвижимости и основания предприятий в открытых портах, а также открытое исповедание католицизма и миссионерская деятельность. Ранее, в 1843 году генерал ордена Ротан создал Цзяннаньский апостольский викариат, подчинённый Французской орденской провинции. Одной из первых задач было основание семинарии, которая открылась 3 февраля 1843 года, и в которой было 43 китайских студента, которые изучали французский и латинский языки. Отец Брюйр — третий из иезуитских проповедников — активно взялся за китайский язык, и рассчитывал, что сможет учить студентов катехизису уже к концу года. Из Рима эта инициатива была одобрена в 1845 году, в распоряжении курии особое внимание уделялось важности подготовки местного духовенства и содействие образованию поместной церкви. За основу курса обучения взяли одобренные курией программы 1626 года для Японии и 1659 года для Кохинхины. Обучение должно было вестись не только на китайском языке, но и на латыни, поскольку будущие священники должны были понимать смысл литургических текстов. Занятия латинским языком должны были проводиться не меньше 1 часа в день, кроме праздников и воскресений; латинская грамматика должна была изучаться два года, в течение которых также изучались логика и метафизика. Рукоположение китайцев моложе 25 лет воспрещалось.
В первые два года своей работы иезуиты отчитались о крещении 203 детей и 68 взрослых, а также проведении 4326 исповедей, исходя из того, что рядовой китаец-католик из сельской местности имеет возможность подойти к причастию не ранее одно раза в два или три года. В 1844 году миссия пополнилась шестью новыми отцами-иезуитами, в результате было крещено ещё 280 взрослых и 703 ребёнка, а также исповедано и причащено ещё 6021 человек.

#### Развитие миссии в 1850—1898 годах

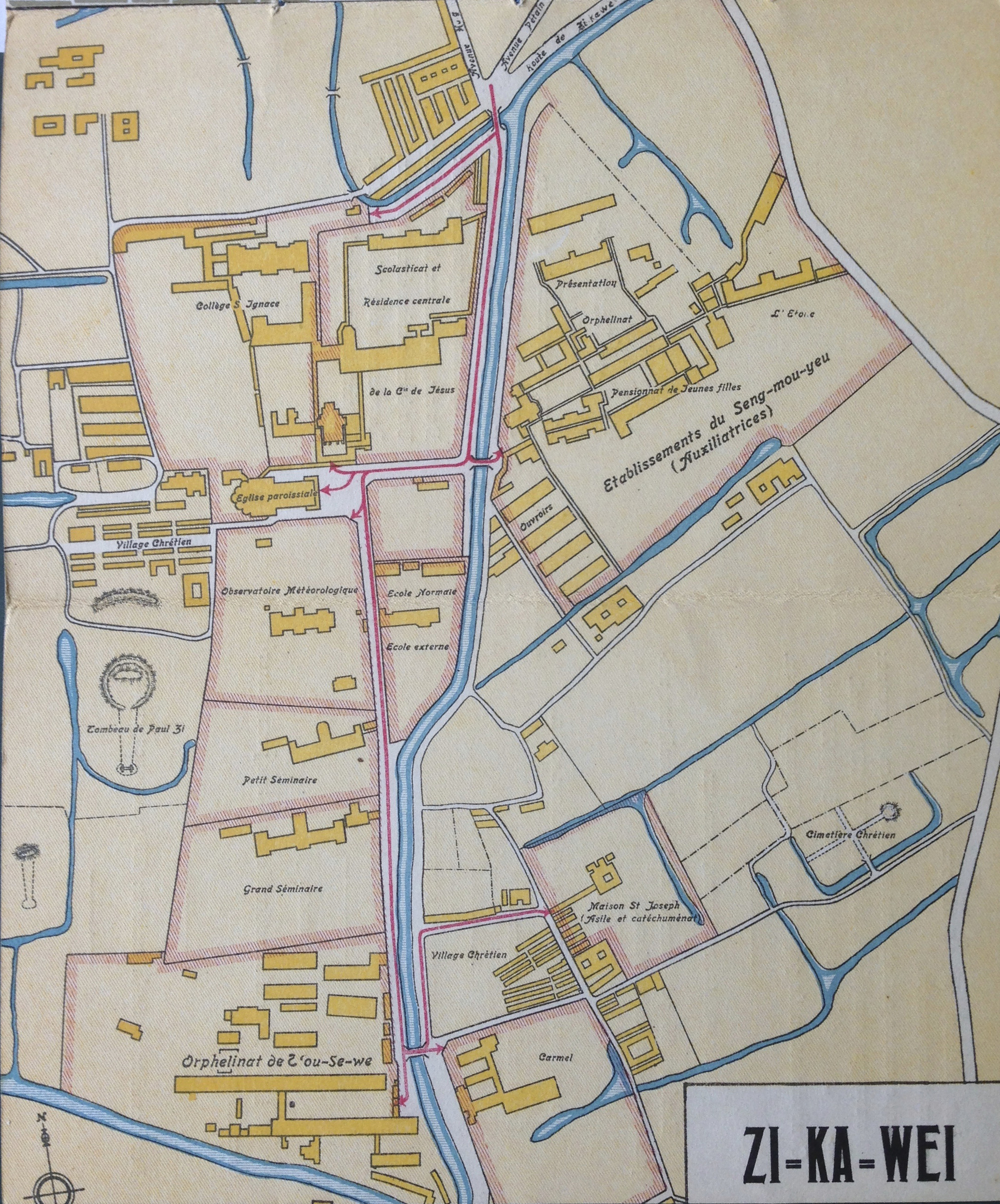
Карта иезуитской миссии в Сюйцзяхуэе 1859 года

По состоянию на 1849 года иезуитская миссия включала 38 участников: 28 монахов, пятерых схоластов и пятерых новициев, включая двух китайских. Они окормляли 356 общин верующих, в которых имелось 195 молельных домов и 101 часовня. В 1849 году было крещено 308 взрослых, 331 ребёнок и венчано 485 пар. В Риме было принято решение провести зимой этого года общий синод всех дальневосточных апостольских викариатов в Гонконге. Предполагалось установить точные границы церковных территорий и хиротонисать викариев в епископы. В силу ряда сложностей (французское правительство возражало против работы духовенства на британской территории), синод открылся 7 ноября 1851 года. На нём присутствовали епископы Пекина, Хэнани и Японии, и иезуитские викарии Цзяннани. В Риме предложили создать в Китае ещё шесть архиепархий в крупнейших провинциальных центрах. Синод категорически отверг сокращение учебных программ для китайцев, одновременно было решено, что основным языком преподавания в семинариях должен быть китайский, точнее пекинский диалект, что было важной инновацией во всех христианских миссиях. Также было решено, что китайских семинаристов нецелесообразно отправлять в Европу, за исключением китайской коллегии в Неаполе. Особенно сложным был вопрос о церковной собственности, было решено, что епископ не в состоянии централизованно управлять епархиальными финансами и было решено сохранить статус-кво: конкретные вопросы решаются в конкретной миссии. Было решено сохранить прежний катехизис, но новые переводы литургических текстов должны выполняться в поэтическом стиле на пекинском и местном диалектах. В Сюйцзяхуэе была открыта подготовительная школа Св. Игнатия для одарённых мальчиков 10—12 лет. Тенденции к высоким темпам обращения наблюдались и в дальнейшем. Начальник миссии Никола Брюйон (1816—1855) доносил генералу ордена, что священникам-китайцам легче «победить идолопоклонство», нежели европейцам. В 1851 году было крещено 448 взрослых и насчитывалось 388 оглашенных, а в 1853 году в миссии было учтено 609 крещений взрослых и 530 оглашенных. В Нанкинской епархии в 1853 году насчитывалось 1450 сестёр-мирянок; в церковных приютах содержалось 197 сирот, и ещё 681 были распределены по христианским семьям. По состоянию на тот же 1853 год в епархии было 74 школы из которых 30 — для девочек.
После 1853 года серьёзной угрозой для миссии стало Тайпинское восстание, о котором Готлан доносил парижскому провинциалу в августе. Миссионеры-иезуиты считали, что тайпины мало чем отличались от членов триад. Станцию в Сюйцзяхуэе стали охранять французские военные, в общей сложности военное положение продлилось 17 месяцев. С другой стороны, благодаря работе в среде беженцев, в 1854 году отцы-иезуиты крестили 870 взрослых, включая мандаринов и предводителей бандитских шаек. В 1858 году были рукоположёны три священника из первого выпуска семинарии в Сюйцзяхуэе. В 1862 году все законодательные ограничения на деятельность миссионеров и исповедание христианства для китайского населения были отменены, о чём французскому послу сообщил лично князь Гун. С декабря 1865 по май 1866 года продолжалась инспекция римского генералитета в Шанхае. Результаты первых двадцати лет деятельности миссии были таковы: к 1864 году в иезуитской коллегии в Шанхае было 110 студентов, из которых 18 изучали теологию и философию, и 38 — латинскую филологию. За двадцать лет было крещено 32 723 взрослых и 44 844 детей. Их окормлением занимались 88 священников-иезуитов, из которых умерли 30. Общее число христианских приходов достигло 414, зарегистрированных прихожан — 73 684 человека.
После заключения Пекинских трактатов 1860 года французская миссия столкнулась с ростом экстремизма и враждебностью официальных китайских властей, которые подстрекали простолюдинов. Были убиты три французских иезуита и много христиан-китайцев. Это не было систематическим явлением: в 1869 году только что прибывший в Аньцин Пьер Гёд был радушно принят местными чиновниками и префектами, и высоко отзывался о качествах новообращённых. В городе была и спаянная община «старых христиан», которая немало помогала миссии. В отчётах викария Лангийя за 1867 год основной упор был сделан на успехах. Начальный курс семинарии окончил 51 человек. Оказалось, что многие китайские студенты неграмотны и приходилось сначала обучать их китайскому письменному языку, а затем начинать трёхлетний курс латинского языка (на котором изучались не только Писание и Св. Отцы, но и Овидий, Корнелий Непот, Саллюстий и Вергилий). Лангийя считал, что следует расширить сеть церковно-приходских школ для китайцев и расширить работу с женщинами. Ситуация ухудшилась в ноябре 1869 года, когда конфуцианцы, приехавшие в провинциальный город на экзамены, разгромили дом миссии, а власти отнеслись индифферентно. В соседнем уезде Цзяньдэ, где было большое число оглашенных, 8 декабря состоялся погром, в ходе которого было сожжено 11 домов и погибло 22 человека. Посол граф Рошуар отреагировал почти мгновенно: 24 декабря французские военные суда поднялись до Нанкина, потребовав покарать губернаторов и начальников уездов, допустивших погромы. В январе 1870 года иезуиты вернулись в Аньцин, и не встречали противодействия на первых порах. Впрочем, вскоре миссионеры были обвинены в том, что убивают сирот, расчленяют их тела и используют внутренности для магических ритуалов. Губернатор Нанкина лично возглавил расследование, обыскал резиденцию миссионеров, не нашёл никаких изобличающих признаков и казнил пятерых изобличённых доносчиков. Однако антииезуитские волнения перекинулись на Тяньцзинь и Шаньдун, где были убиты два священника, шесть сестёр, французский консул и несколько французских и русских подданных. Волнения начинались и в Шанхае, в Сюйцзяхуэе ввели дежурство добровольцев (70 человек) и запретили вход простолюдинам-китайцам. Глава миссии Лангийя тогда отсутствовал в Китае, поскольку представлял свой орден на Первом Ватиканском соборе.
На Первом Ватиканском соборе также прошёл синод Конгрегации пропаганды веры с участием всех апостольских викариев Китая. Было принято решение разделить Китай на пять регионов, которые будут проводить собственные синоды раз в пять лет, в том числе отдельный Нанкинский и Сюйчжоуский. Окончательно решить вопрос об орденской иерархии в Китае также не удалось, но все представители ордена были единогласны в том, что переносить центр деятельности в Пекин нецелесообразно. Также викарии просили не делать скидок на качество подготовки китайских семинаристов и священников, указывая, что китайцы, направленные на обучение в Европу, возвращаются хуже обученными, чем те, кто обучался у миссионеров на родине. Конгрегация выразила благодарность императору Наполеону III за военно-политическую поддержку, на что получили ответ, что работа миссионеров важна для всей европейской цивилизации. Епископ Лангийя получил папское разрешение Пия IX покинуть Рим, и вернулся в Шанхай 13 января 1871 года в сопровождении трёх новых миссионеров.

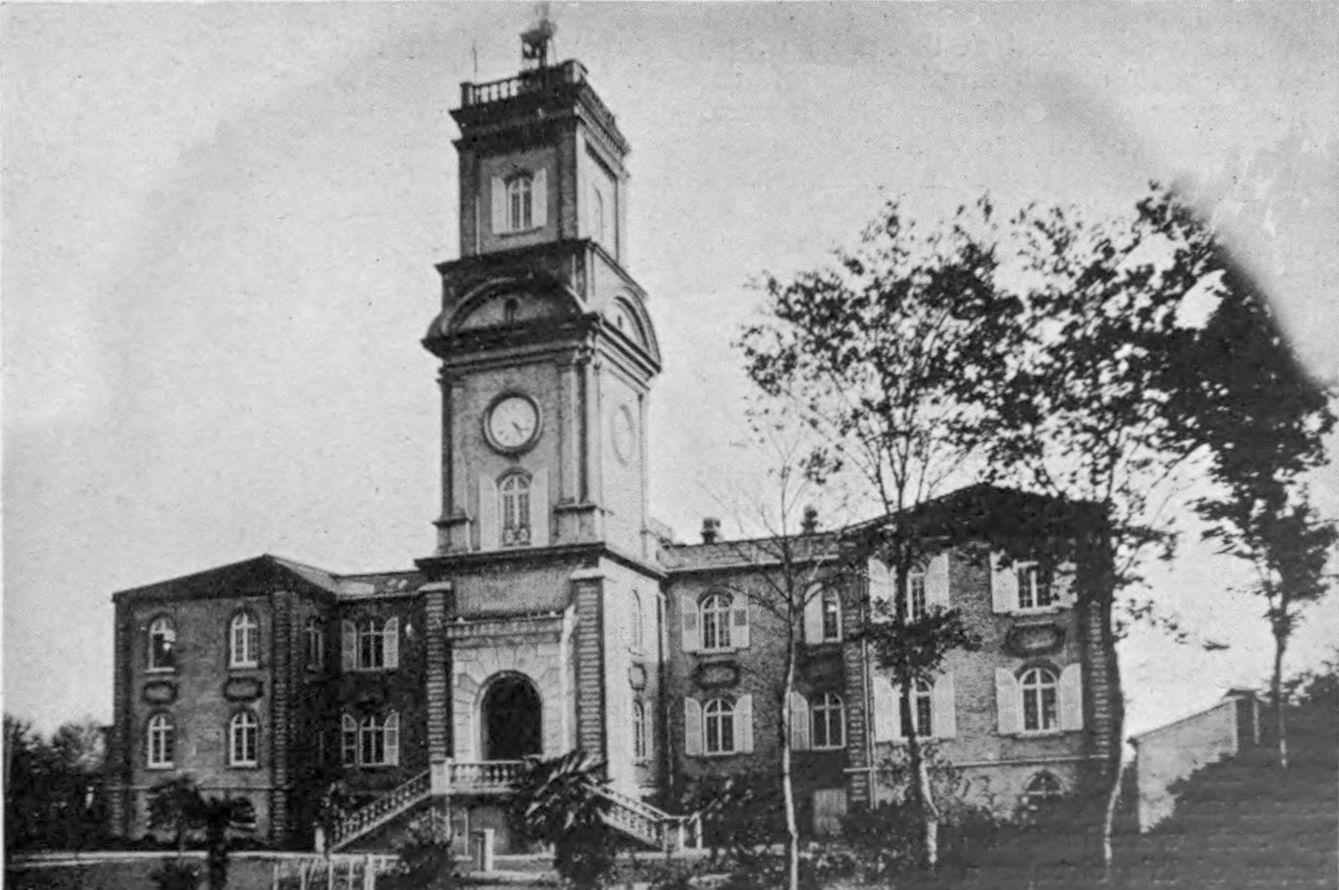
Здание обсерватории иезуитской миссии

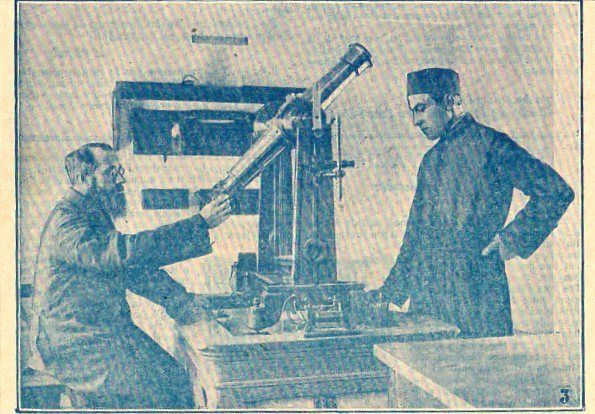
Отцы-иезуиты с астрономическими инструментами

В 1872 году был поставлен вопрос об интеллектуализации деятельности апостолата. Собственно, ещё в 1860-е годы появились миссионеры-астрономы, которые преподавали в семинарии естественные науки. Наконец, было принято решение об основании естественно-исторического музея (открытого в 1883 году) и метеорологической обсерватории, данные который ежедневно отсылались в Европу по телеграфной сети. Регулярные наблюдения начались с 1874 года, они публиковались в англоязычной газете The Shanghai Courier. В том же году была открыта новая церковь Св. Франциска Ксаверия.
В 1879—1898 годах миссию иезуитов возглавлял Валантен Гарнье. Ко времени назначения он имел десятилетний опыт пребывания в Китае, и с 1875 года возглавлял район Нанкин — Нинбо — Янчжоу, наиболее антихристиански настроенный, в котором было меньше всего новообращённых. Здесь священники очень строго подходили к желающим принять крещение, Благодаря попечению сестринств удалось добиться не менее 300 крещений в миссионерской больнице, но более трети обращённых умирали. Гарнье упоминал, что только «старые христиане» и семейное воспитание способствуют укоренению в вере. Иезуитская школа в Шанхае была популярна даже в среде протестантов, особенно уроки риторики, декламации и театра. В школах для девочек был высок процент некрещёных учениц. Епископ также наладил издание еженедельной газеты на китайском языке, более 900 подписчиков которой были нехристианами. Открылась и первая наркологическая клиника для курильщиков опиума; более того, миссионеры отказывались крестить наркоманов. Новая волна антимиссионерского движения началась в 1884 году после аннексии французами Вьетнама и франко-китайской войны. 10 октября произошёл погром в Сюйчжоу, когда была разграблена миссионерская станция. Это привело к тому, что западные правительства стали провозглашать протекцию над священнослужителями своей страны. В 1888 году Италия объявила миссионеров под опекой правительства, а в 1902 году взяла на себя всю полноту ответственности за миссионерскую деятельность. В 1891 году правительство Германии взяло немецких миссионеров под свою опеку. Это в ещё большей степени убеждало китайские власти в империалистической сущности миссионерской деятельности.
Антимиссионерское движение возрастало неуклонно: епископ Гарнье в отчёте за 1888—1893 годы упоминал множество конкретных случаев. В 1891 году была сожжена миссионерская станция в Уху, на которой базировались 33 миссионера Аньхойской епархии; общее число уничтоженных миссионерских станций составило 22. Это вызывало вмешательство французского посольства и колониальной армии. Тем не менее, к 1893 году удалось выйти на показатель крещения 1700 взрослых в год, при общем числе обращённых в 105 000 человек, наличии 116 священников, 670 миссионерских станций и 697 церквей.

### Конец католической миссии
По состоянию на 1949 год на территории Китая работали 913 иезуитов (250 из которых были китайцами). Территории миссий охватывали 186 000 квадратных километров с общим населением в 43 миллиона человек, из которых обращённых было, вероятно, около полумиллиона. Координация усилий между ними, однако, была невозможна, в силу разнообразия национальных миссий. В августе 1950 года епископом Шанхая был поставлен Гун Пиньмэй, после чего орден предложил передать всё своё имущество в пользу епархии. 15 июня 1953 года было закрыто последнее иезуитское учебное заведение в Китае, его территорию покинуло около 500 отцов-иезуитов, более 60 — преимущественно, китайцев, — находились в заключении. 8 сентября 1955 года были арестованы Гун Пиньмэй, 14 иезуитов-китайцев и около 300 мирян. Судебный процесс над шанхайским епископом и иезуитами проходил в 1960 году. Первым провинциалом Китая, назначенным на Тайване, стал в 1967 году Михаил Чжу Лидэ. Апостольский викарий Кантона Доминик Дэн Иминь (1908—1995) находился в заключении в 1958—1981 годах, а далее был изгнан в США, куда отбыл через Гонконг.

## Иезуиты в Гонконге и на Тайване (1926 — по настоящее время)

### Ирландская иезуитская миссия в Гонконге

#### Становление

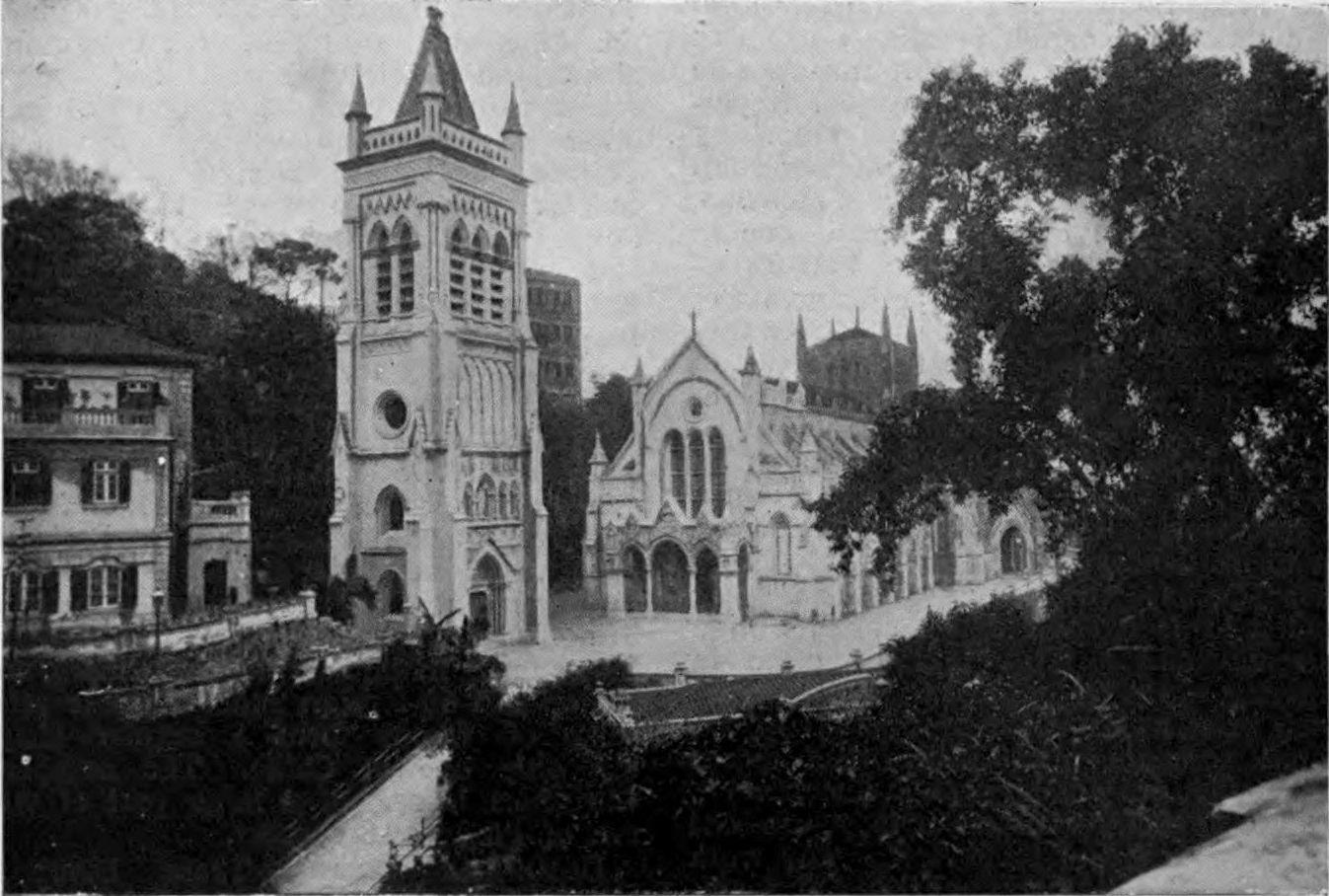
Католический собор в Гонконге. Фото 1908 года

Католическая миссия в Гонконге существовала с 1858 года и была подчинена Миланскому институту иностранных миссий. Священники-итальянцы не имели ни малейшего успеха на острове, который изначально считался протестантской территорией. Апостольский викариат Гонконга был основан только в 1908 году. Непосредственным поводом для интереса ирландских иезуитов к Гонконгу стало основание Мэйнутской миссии в Китае в 1916 году. После окончания Первой мировой войны, провинциал иезуитов Джон Фэи (John Fahy) получил согласие генералитета и Священной Конгрегации пропаганды веры на создание ирландской орденской провинции в Китае в будущем. В 1926 году генерал ордена Владимир Ледуховский постановил, что пастырское попечение о Гонконге должны осуществлять англоговорящие католики. 20 июня 1926 года ирландская провинция получила право открытия миссии в Гонконг. 18 октября 1926 года отбыли из Дублина отцы Джон Нири и Джордж Бирн. Ирландцев разместили в доме епископа Анри Валторта близ кафедрального собора. Первая месса в Гонконге была отслужена 3 декабря — в день Св. Франциска Ксаверия.
Миссионеры ежедневно по пять часов обучались китайскому языку (кантонскому диалекту) у каноника-протестанта. Епископ поставил перед иезуитами задачу возродить католический журнал Rock на английском языке — единственный на Дальнем Востоке; обеспечить подготовку семинаристов-китайцев (в Южном Китае насчитывалось 16 вакантных викариатов) и открыть англоязычную школу для мальчиков-китайцев, поскольку имевшаяся школа братьев де ла Саль предназначалась для португальской общины и обучение там велось на французском языке. Не менее остро стоял вопрос о введении католического гуманитарного образования в университете; поскольку учебное заведение было светским, но религиозные деноминации могли обустраивать студенческие общежития со своими требованиями и режимом. Часть миссионеров, пополнивших состав команды в 1927 году, занимали резко националистическую позицию, противопоставлял ирландскую миссию французской и португальской; были споры о ношении орденских облачений и «хождения в народ» для проповеди. В 1928 году удалось наладить выпуск католических журналов на английском и китайском языках. От открытия школы пришлось отказаться, поскольку гоминьдановское правительство запретило пропаганду религии в школе и требовало от учителей сдачи государственных экзаменов.

#### Развитие миссии

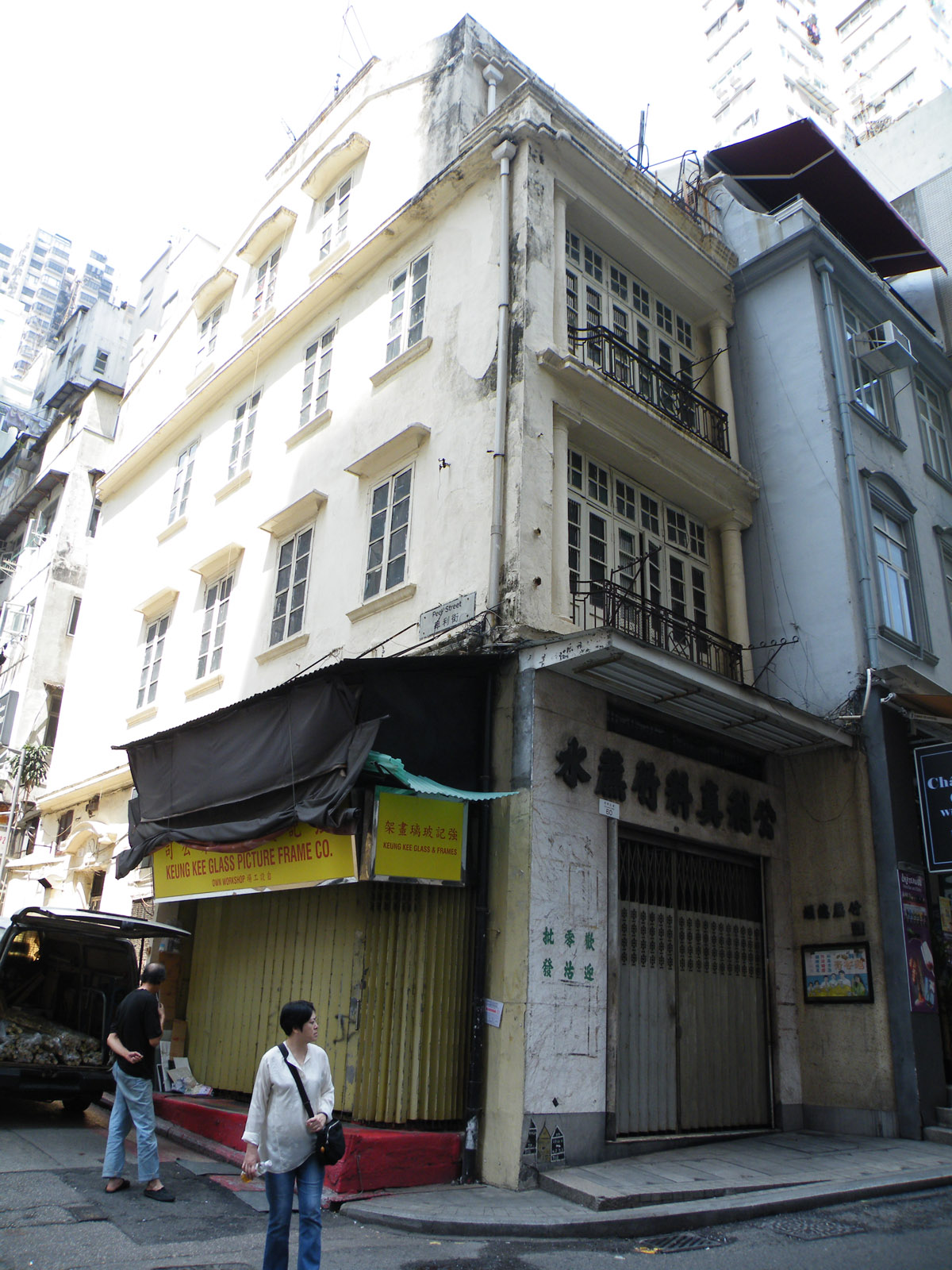
Старое здание школы «Ва Янь» на Голливуд-роуд в Гонконге

В августе 1928 года миссия подписана контракт на строительство студенческого дома Риччи-Холл (названного в честь Маттео Риччи). После пополнения миссии профессиональным теологом, в местной прессе началась полемика с англиканами; отцы-иезуиты провели серию публичных лекций, направленных против рационализма и атеизма. По благословению епископа Валторта, двое ирландцев были отправлены для помощи в кантонской миссии, окормлявшейся французами. «Риччи-Холл» был открыт лично губернатором Клементи 16 декабря 1929 года, в тот же день был объявлен конкурс на строительство здания семинарии. Вопрос об основании школы вновь был поставлен в 1931 году, поскольку предполагалось широко обращать учеников; доходы от школы должны были пополнить бюджет миссии. Ирландская миссия насчитывала десять священников и пятерых схоластов — вполне достаточно для поддержания учебного процесса на среднем и высшем уровне. В том же 1931 году миссия пополнилась ещё четырьмя монахами и открылась духовная семинария; один из отцов-иезуитов был принят профессором географии в университет.
В 1932 году ирландская миссия получила предложение управлять средней школой «Ва Янь» — крупнейшей из существовавшей для китайцев; колониальное правительство выделяло финансирование в размере 28 000 долларов в год. Провинциал ордена одобрил управление школами, включая филиал в Коулуне и интернат. Директором средней школы с 1 января 1933 года стал отец Ричард Галлахер. Финансовый аудит 1933 года показал, что журнал был почти безубыточным, тогда как семинария могла стать самоокупаемой только при условии, что в ней будет не менее 150 студентов; поскольку она была основана римским генералитетом Ордена, ирландская миссия запросила субсидии. Школа «Ва Янь» включала 705 учеников, из которых католиками были всего 25. Журнал «Rock» на 1934 год имел следующее число подписчиков: 350 в Ирландии, 100 — в Европе и Северной Африке, 100 — в США, Канаде и Австралии, 100 — в Индии и колониях Пролива, 100 — в китайских провинциях, 75 — в Шанхае и 250 в Гонконге.
В 1930-е годы приоритетным для миссии было развитие семинарии, резкий приток студентов в которую начался с 1933 года, преимущественно, из Гуандуна и Фуцзяни. В соответствии с рекомендациями Святого Престола и евхаристического конгресса в Маниле (1937 года), курс занимал 7 лет (3 года — философия, 4 года — теология) с преподаванием всех церковных дисциплин на латинском языке, а остальных — на китайском. Судя по отчётам, астрономия и математика преподавалась на китайском; на этом же языке разъясняли самые сложные аспекты латинской грамматики; однако китайские студенты стремились говорить на латыни с первого курса. Ректор отец Райан был строгим консерватором и единственный защищал генерала Франко при обсуждении гражданской войны в Испании. При этом после начала японо-китайской войны он вошёл в состав комитета по размещению беженцев и стал главным организатором лагерей-убежищ. Первые хиротонии были совершены в Пасхальную субботу 1934 года в Гонконгском соборе. Тогда же орден обрёл первого послушника в Гонконге — Альберта Чанга. К 1935 году число семинаристов возросло до 61 человека, богословие из них изучали 19 человек. Двое студентов были из Хайнаня и двое из Борнео. За десять лет было рукоположёно 50 китайских диаконов и священников.

#### Японская оккупация и революция в Китае
Во время японской оккупации, Риччи-Холл был реквизирован захватчиками, как и школа в Коулуне, но «Ва Янь» уцелела. Ректор семинарии Джон О’Мира, однако, сохранил всех семинаристов, учебный процесс не прерывался. В зданиях семинарии и школы укрывали беженцев, складировались вещи жителей Гонконга с гражданством стран антигитлеровской коалиции; сохраняли имущество масонской ложи и её библиотеку. Иезуиты смело занимались спасением людей, поскольку формально находились под началом Рима (Италия была союзницей Японии), и утеснялись в минимальной степени. Из-за начавшегося голода, летом 1942 года группа миссионеров и семинаристов совершила поездку во внутренние районы Гуандуна и Гуанси для покупки продовольствия. Отец Доннелли добрался до Чунцина (и вывез туда десятерых самых многообещающих семинаристов), где изучал нормативный китайский язык. Иезуиты стали окормлять мирян французской колонии, которым некуда было возвращаться — Франция была оккупирована гитлеровцами, а колония Вьетнам — японцами. В мае 1943 года трое миссионеров были арестованы японцами и провели более трёх месяцев в застенке по обвинению в шпионаже в пользу Великобритании. Допросы сопровождались пытками, например, о тело тушили папиросы или ароматические палочки; избиения были обычной практикой. Отец Джой был обезглавлен, хотя так ни в чём и не признался.
В октябре 1943 года губернатор Макао предложил открыть иезуитам школу для детей беженцев из Гонконга. Трое отцов-ирландцев окормляли большую общину португальских переселенцев из Гонконга, организовали курсы в университете и даже читали публичные лекции, и поставили силами любителей две пьесы (театр является частью иезуитского образования, направленного на устную коммуникацию). Отец Джереми Маккарти — химик по образованию — был привлечён властями колонии для проверки качества нефтепродуктов и смазочных масел и даже успешно экспериментировал с их заменителями из растительного сырья, доставляемого из Китая. В мае 1945 года муниципальный совет Макао выразил ирландской миссии благодарность, и оценил их работу в несколько сотен тысяч долларов, сэкономленных для нужд колонии. Отец Келли с 1945 года издавал силами школьников и студентов журнал Clarion, который со временем стал респектабельным ежемесячным изданием.

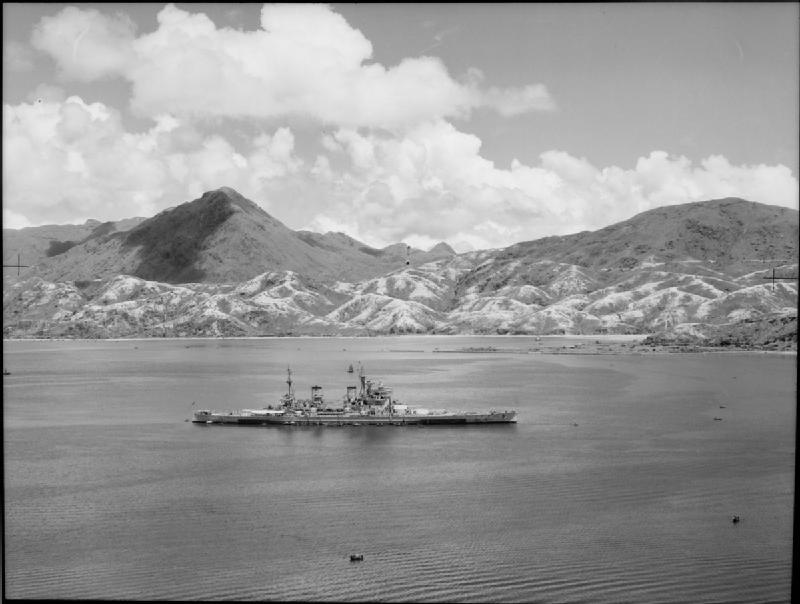
Линкор «Ансон» в гавани Гонконга

После занятия австралийской эскадрой Гонконга, на борту линкора «Anson» находился отец Матиас Бодкин — сокурсник по Дублинской семинарии одного из миссионеров, — единственный капеллан-иезуит Королевского ВМФ. Бодкин руководил сдачей японских жандармов в Риччи-Холле и спустил японский флаг. С 8 сентября 1945 года вновь открылась школа «Ва Янь», к ноябрю в ней было 550 учеников и ещё 700 со всех провинций Южного Китая ожидали очереди. За время войны директор школы Галлахер, который был также капелланом французской больницы, крестил более 7000 человек.
В 1947—1948 годах основное внимание миссии было приковано к Гуанчжоу, где планировали основать крупный миссионерский центр (около 2000 потенциальных учеников), построить второй Риччи-Холл и даже основать станцию миссии в Бэйпине. Революционная война в Китае перечеркнула все планы. 23 апреля 1949 года НОАК заняла Нанкин, и временная столица Китайской Республики переместилась в Гуанчжоу. В июне было принято решение весь персонал миссии эвакуировать в Гонконг. 1 октября 1949 года была провозглашена КНР, 15 октября войска коммунистов вошли в Гуанчжоу. Миссия не справлялась с потоком беженцев, при том, что её монахи активно были вовлечены в проекты ЮНЕСКО по развитию Гонконга. Сочувствующих коммунистам почти не было в иезуитских учебных заведениях, ибо почти все ученики и студенты были детьми зажиточных родителей. Огромный наплыв беженцев с материка побудил перевести обе школы «Ва Янь» на двухсменный режим, что позволило зачислить ещё 800 человек, при том, что в первые два дня было подано более 3000 заявок. Всего в школе насчитывалось 1896 мальчиков, включая вечерние классы для неимущих. Настоятель миссии ввёл в качестве обязательного предмета «Гражданские науки», который был введением в католическую социальную доктрину и «противоядием от коммунизма».

#### Британский Гонконг в 1950—1997 годах
Американское эмбарго на поставки любых продуктов и товаров в Китай касалось также Гонконга и Макао, что спровоцировало закрытие множества предприятий на фоне неослабевающего наплыва беженцев (в 1947—1950 годах каждый год число школьников увеличивалось на 20 000 человек, по сравнению с предыдущим). Закрытие коммунистами иностранных миссий привело многих иезуитов в Гонконг, которых привечали ирландцы. Однако это вызвало неожиданные проблемы: прибывшие с Севера Китая не понимали южнокитайских диалектов и враждебно относились к южанам. 3 сентября 1951 года скончался епископ Гонконга Анри Валторта, занимавший этот пост с 1926 года. В 1953 году отец Пол О’Брайен предложил создать единый церковный информационный центр и Институт красного Китая, который мог бы анализировать реальные условия, тенденции, взгляды и настроения в Китае для выработки актуальной миссионерской повестки дня. Совет миссии одобрил это предложение и был открыт «Дом Канизия», в котором на первых порах было три эксперта — американец отец Альберт О’Хара, профессор социологии; француз Эдуар Пети и венгр Ласло Ладань. Группа быстро развалилась и работу вёл в одиночку отец Ладань; он издавал China News Analysis. В том же году журнал Rock был переименован в Outlook. В 1955 году губернатор Гонконга торжественно открыл новое здание школы «Ва Янь». В 1957 году сменился глава миссии, который считал, что следует усилить иезуитское присутствие в китайских высших учебных заведениях. К тому времени в Гонконге эвакуировалась профессура и студенты семи китайских университетов, включая Чжухайский, и три из них были избраны правительством как база для основания нового государственного ВУЗа. Отцы-иезуиты активно читали лекции с 1959 года в Чжухае и Объединённом колледже.
В 1958 году орден иезуитов основал свою Дальневосточную провинцию, в которую входили также Тайвань, Макао и Гонконг. В ноябре новициат приняли 11 человек, большинство из которых были китайцы, но были представлены также индийцы, тамил из Сингапура и португалец из Гонконга. По состоянию на 1960 год, в миссии состояло 80 ирландских иезуитов, не считая послушников, и сотрудников, находящихся в отъезде; это было даже больше, чем требовали текущие дела. В отчёте провинциалу ордена 1960 года, отец-настоятель отмечал, что впервые директором школы «Ва Янь» сделался китаец — Фрэнсис Чжан, что повысило дисциплину. Однако он сетовал, что большинство миссионеров годны только для преподавания английского языка, и не квалифицированы для естественнонаучных дисциплин, что не отвечало авторитету ордена иезуитов. Число крещёных учеников достигало 80 в год, впрочем, степень их духовного образования также признавалась неудовлетворительной. Сокращалось и число семинаристов, которых осталось 33 к 1960 году. Пришлось просить субсидии гонконгского епископата, чтобы семинария смогла продержаться ещё год.
В связи с решением конференции тайваньских епископов основать новую провинциальную семинарию, в 1964 году орденская семинария в Гонконге прекратила свою работу, и перешла в распоряжение епархии, по-прежнему, управляемой итальянцами. На последней хиротонии сана удостоились шестеро китайцев — трое из епархии Гонконга, двое — из Гуанчжоу и один из Пекина. В 1965 году Конгрегация миссий в Риме рекомендовала объявить Гонконгскую миссию независимой, и вывести её из англоязычной службы Ордена; взамен создавалась новая провинция, охватывавшая Малайзию, Сингапур, Гонконг и Макао. К тому времени миссия стала утрачивать исключительно ирландский характер. Из 102 ирландцев-иезуитов, направленных в 1926—1966 годах, 11 умерли, 4 покинули орден, 12 вернулись в Ирландию, 8 работали в других провинциях. Около трети состава миссии на 1966 год родились на Востоке. 3 декабря 1976 года было торжественно отмечено 50-летие работы Ирландской миссии ордена иезуитов: епископ Гонконга вёл службу и читал проповедь на кантонском диалекте, провинциал ордена — на английском языке. Большую подборку материалов по деятельности миссии опубликовала газета South China Morning Post. К этому времени из 60 иезуитов миссии 39 отцов были ирландцами, но констатировалось, что после 1960 года состав миссии не обновлялся, а число людей, принимающих сан критически снизилось, «мы читаем последнюю главу в повествовании об иезуитах на Востоке». В декабре 1982 года отец Ладань выпустил последний номер China News Analysis, что вызвало интерес со стороны редакции Newsweek. Была отмечена колоссальная работа, проведённая иезуитом: 1250 аналитических выпусков за 30 лет, в которых были проанализированы все важнейшие тенденции жизни Китая, включая Культурную революцию, процесс «Банды четырёх» и отношения Дэн Сяопина с военными.
Ещё в 1980 году из Гонконга и Макао была создана единая провинция китайского апостолата. На заседании его конгрегации в 1983 году было сказано, что за предшествующие пять лет было четыре хиротонии во священника и одна — во диакона, четверо человек приняли новициат. Началась подготовка к празднованию 400-летия Маттео Риччи: 11 сентября было днём, когда иезуит сошёл на землю Китая. В 1980-е годы в миссии происходила огромная естественная убыль: скончался 21 монах в возрасте, превышающем 65 лет. В 1990 году Гонконгская провинция перешла в ведение Китайской провинции Ордена Иезуитов, курия которой расположена в Тайбэе.

### Особые административные районы Сянган и Аомэнь
Незадолго до передачи Гонконга Китайской народной республике в 1997 года, был разработан проект объединения трёх католических учебных заведений в католический университет. Провинциальные власти взамен финансировали кафедру религиоведения и философии в Китайском университете Гонконга, которая проводит исследования по католической тематики. В 2013 году был обнародован проект Китайской провинции Общества Иисуса по созданию иезуитского гуманитарного колледжа, для чего были заключены договоры о партнёрстве с 25-ю иезуитскими университетами. После одобрения советом по аккредитации, был созван попечительский совет из представителей 24 организаций (15 международных, 9 — из Сянгана), в том числе Джорджтаунского университета. Орден иезуитов широко пропагандировал свою инициативу, и заявил, что главная миссия орденского образования — служение бедным, а доступность высшего образования способствует борьбе с бедностью и повышению социальной мобильности. В программу университета планировалось включить курс социальной справедливости, предполагающий работу студентов с нищими, бездомными, и жертвами насилия. Стоимость проекта была оценена в 400 000 000 гонконгских долларов, причём эта сумма была собрана за шесть месяцев. Тем не менее, 7 мая 2015 года генералитет ордена в Риме объявил об отказе от проекта, предположительно, под нажимом пекинского правительства.
Орден иезуитов прекратил работу в Макао ещё в 1762 году, и католическое высшее образование в этом городе прекратилось вплоть до 1995 года. В соглашении о передаче Макао, было предусмотрено, что будет создан католический институт Сан-Жоржи под управлением Католического университета Португалии. Его ректор назначается из Лиссабона, и португальцы преобладают в руководстве и штате преподавателей. В 2006 году в институте была запущена программа по богословию, преимущественно для подготовки кадров Патриотической католической ассоциации Китая. Её глава Лю Байнянь заявил, что это позволит готовить семинаристов и священников в Аомэне, без командирования их в Гонконг.